# Сузи Куатро
Сузи Куатро (на английски: Suzi Quatro; истинско име Сюзън Кей Куатро, на английски: Susan Kay Quatro) е американска рок певица, актриса, авторка на песни, музикантка и продуцентка. През 1970-те години става изключително популярна в Европа и Австралия.
През 1971 година тя заминава за Англия и първите няколко години не са лесни. Тя е самотна, без пари, но записва в студиото редовно. Първата песен, която става хит, е „Can the Can“ през 1973 година, след което следват други – „48 Crash“ (1973), „Daytona Demon“ (1973), „Devil Gate Drive“ (1974) и т.н.
Тя има два брака и две деца от първия брак. Сузи Куатро е от смесен унгарско-италиански произход и фамилното име всъщност е Куатроки (Quattrocchi), но нейният дядо по бащина линия го съкращава на Куатро преди тя да се роди. Понастоящем живее в Англия.

## Биография
Родена е и израства в Детройт, Мичиган, САЩ. Нейният дядо по бащина линия е италиански имигрант в САЩ. Фамилното ѝ име е Куатроки (Quattrocchi, четири очи), но той го съкращава на Куатро още преди тя да се роди. Тя има три сестри, брат и една по-голяма полусестра. Родителите ѝ отглеждат и няколко други деца, докато тя расте. Баща ѝ, Арт, е полупрофесионален музикант и работи в „Дженерал Мотърс“. Майка ѝ, Хелън, е унгарка. В тази среда Куатро става „екстровертна, но самотна“ според Филип Норман от The Sunday Times и се сближава с майка си едва след като напуска САЩ, за да заживее във Великобритания.
Сестра ѝ Арлийн е майка на актрисата Шерилин Фен. Сестра ѝ Пати е една от музикантките в групата „Фани“, една от най-ранните изцяло женски рок групи, които си спечелват национално внимание. Брат ѝ, Майкъл Куатро, също е музикант.
Насочва се към музиката на шестгодишна възраст, като вижда Елвис Пресли по телевизията. Твърди, че не е имала женски модели за подражание в музиката, но е била вдъхновявана от Били Холидей.
През 1976 г. Куатро се жени за Лен Тъки. Имат две деца заедно (Лора, родена през 1982 г., и Ричард Леонард, роден през 1984 г.) и се развеждат през 1992 г.

## Дискография

### Студийни албуми
1. Suzi Quatro (1973)
2. Quatro (1974)
3. Your Mamma Won't Like Me (1975)
4. Aggro-Phobia (1976)
5. If You Knew Suzi... (1978)
6. Suzi...and Other Four Letter Words (1979)
7. Rock Hard (1980)
8. Main Attraction (1982)
9. Annie Get Your Gun (Soundtrack) (1986)
10. Oh Suzi Q. (1990)
11. What Goes Around (1996)
12. Unreleased Emotion (1998)
13. Free The Butterfly (Suzi Quatro and Shirlie Roden) (1998)
14. Back to the Drive (2006)
15. In the Spotlight (2011)

### Концертни албуми
- Live and Kickin' (Released in Australia and Japan in 1977)